# Gray Davis
Joseph Graham "Gray" Davis, Jr. (sinh ngày 26 tháng 12 năm 1942) là chính khách Dân chủ Hoa Kỳ và Thống đốc thứ 37 của tiểu bang California từ 1999 cho đến khi bị miễn nhiệm năm 2003. Trước khi nhậm chức thống đốc, Davis đã làm tham mưu trưởng của Thống đốc Jerry Brown (vào nhiệm kỳ thứ nhất của Brown), nhà lập pháp, Tổng kiểm soát Tài chính, và Phó Thống đốc thứ 44 của tiểu bang. Davis lấy bằng Tú tài Lịch sử từ Đại học Stanford và bằng Luật sư từ Đại học Columbia. Ông đoạt huy chương Ngôi sao Đồng sau khi làm Đại úy trong Chiến tranh Việt Nam.
Thống đốc Davis tập trung nhiều nhất vào giáo dục; vào nhiệm kỳ thứ nhất của ông, California tốn 8 tỷ Mỹ kim hơn số tiền đòi hỏi theo Dự luật 98. Dưới Davis, các điểm thi chuẩn của học sinh California tăng lên trong thời gian 5 năm. Davis ký luật tiểu bang đầu tiên của nước Mỹ bắt các hãng xe phải hạn chế khói thải xe và ủng hộ các luật cấm mua loại súng vũ khí tấn công (assault weapon). Davis khởi đầu nhiệm kỳ Thống đốc với tỷ lệ cử tri ủng hộ cao, nhưng tỷ lệ này rơi vì dân cư đổ tội Davis về khủng hoảng điện và khủng hoảng ngân sách tiếp sau bong bóng Dot-com bị vỡ.
Ngày 7 tháng 10 năm 2003, Davis trở thành thống đốc thứ hai bị miễn nhiệm trong lịch sử Hoa Kỳ. Arnold Schwarzenegger (Cộng hòa) kế nhiệm Davis ngày 17 tháng 11. Sau khi bị miễn nhiệm, Davis làm giản viên tại Học viện Công vụ tại Đại học California tại Los Angeles, luật sư tại Loeb & Loeb, và giám đốc tại công ty hoạt hình DiC Entertainment.